# Oxyrrhynchium compressifolium
Oxyrrhynchium compressifolium là một loài Rêu trong họ Brachytheciaceae. Loài này được (Paris) Broth. mô tả khoa học đầu tiên năm 1909.